# Saurer 10DM
Der Saurer 10DM ist das letzte schwere Lastwagen-Modell, das vom Schweizer Unternehmen Adolph Saurer AG hergestellt wurde.
Die Bezeichnung 10DM steht für 10 t Nutzlast. Das dreiachsige Fahrzeug hat eine Leistung von 235 kW (320 PS). Die Antriebsformel 6×6 steht für 6 angetriebene von 6 vorhandenen Rädern. Sein leichterer „Bruder“ ist der zweiachsige Saurer 6DM.
Die Fahrzeuge sind mit Saurer-Sechszylindermotoren und Turbolader ausgerüstet und werden über ein Halbautomatikgetriebe geschaltet.
Die Modelle 6DM und 10DM waren die ersten Militärfahrzeuge der Schweizer Armee, die mit NATO-Aufbau in Betrieb gingen.
Am weitesten verbreitet sind die 6DM- und 10DM-Lastwagen als Pritschentransporter für Truppen und Material, jedoch existieren sie auch als Tanklöschfahrzeuge auf den Militärflugplätzen, als Kranlaster sowie als Containertransporter für die Betriebskomponenten für das TAFLIR (taktisches Fliegerradar). Auch TAFLIR-Radarantennen sind fest auf 10DM-LKWs aufgebaut.

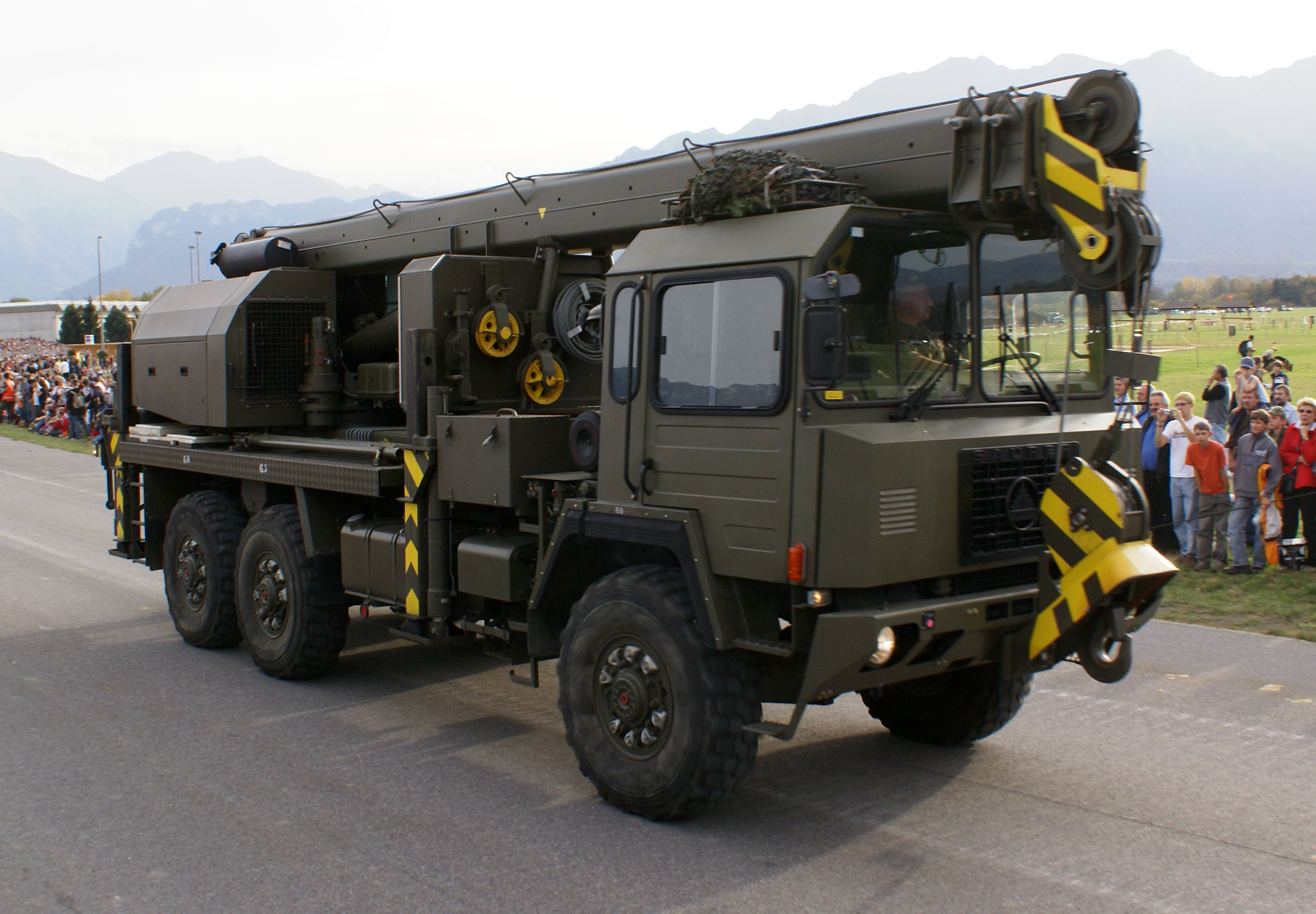
Saurer 10DM Kran
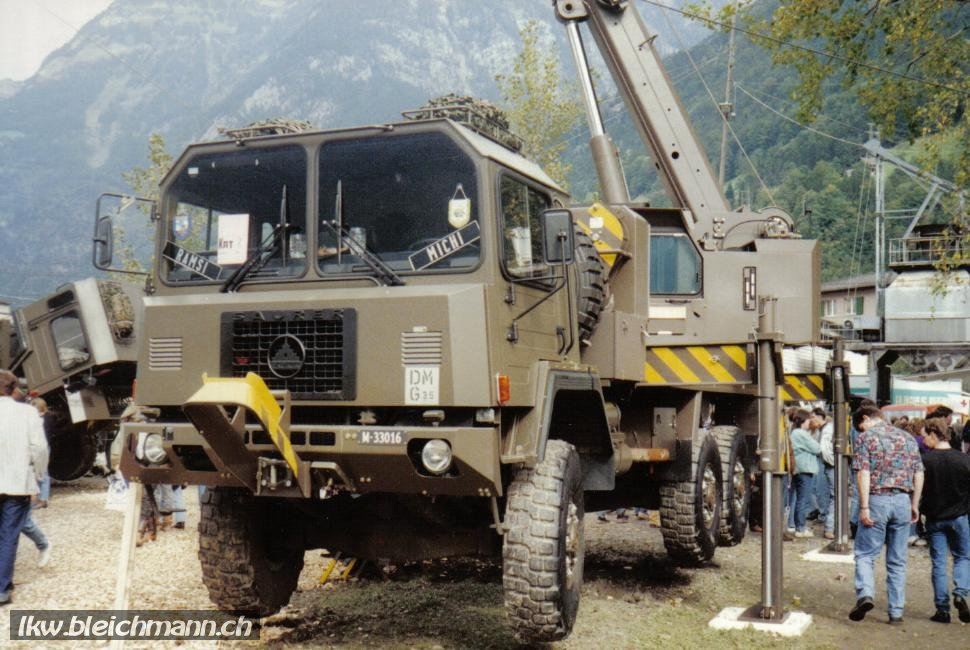
Saurer 10DM Gottwald-Kran
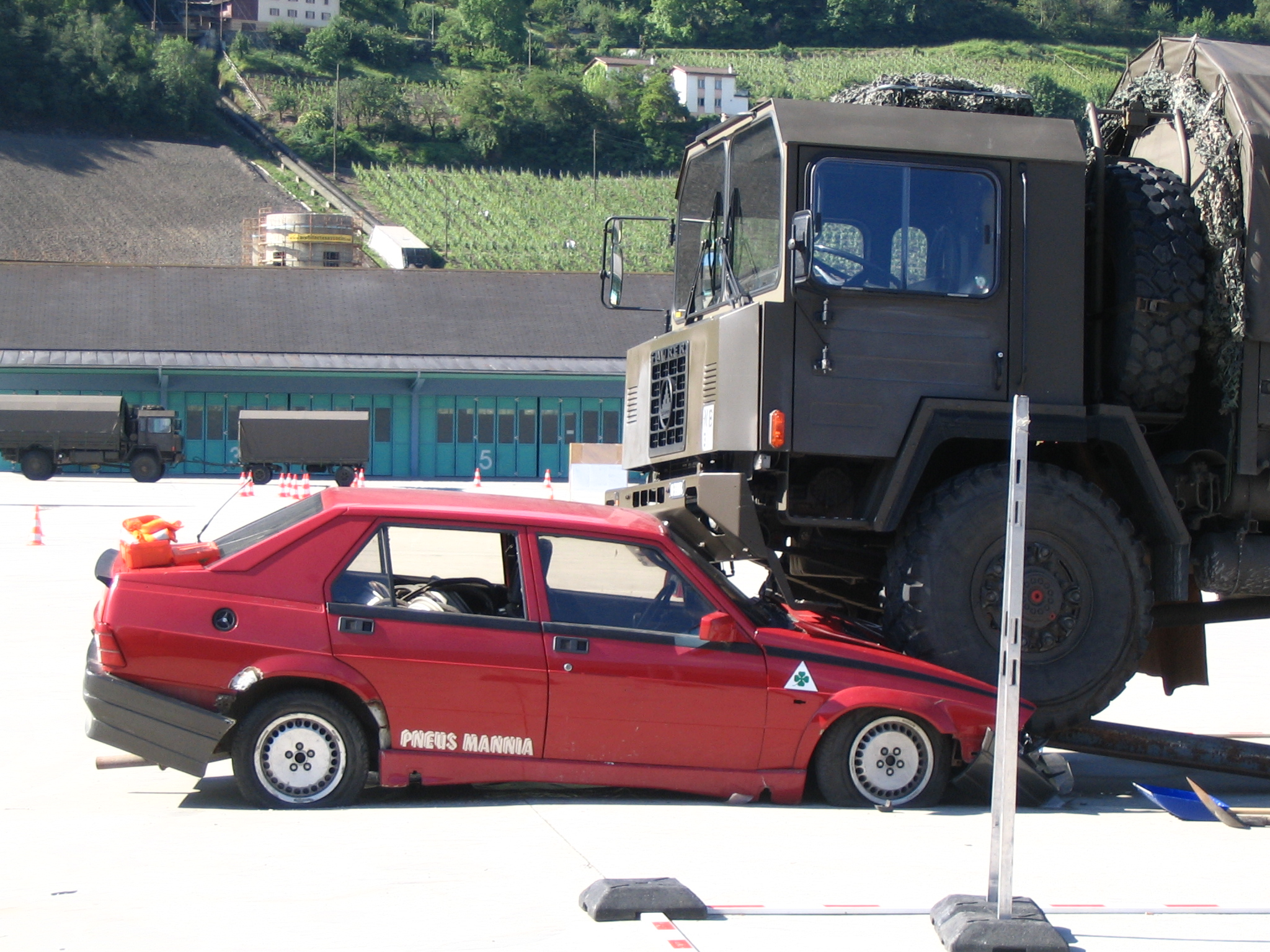
Unfallsimulation
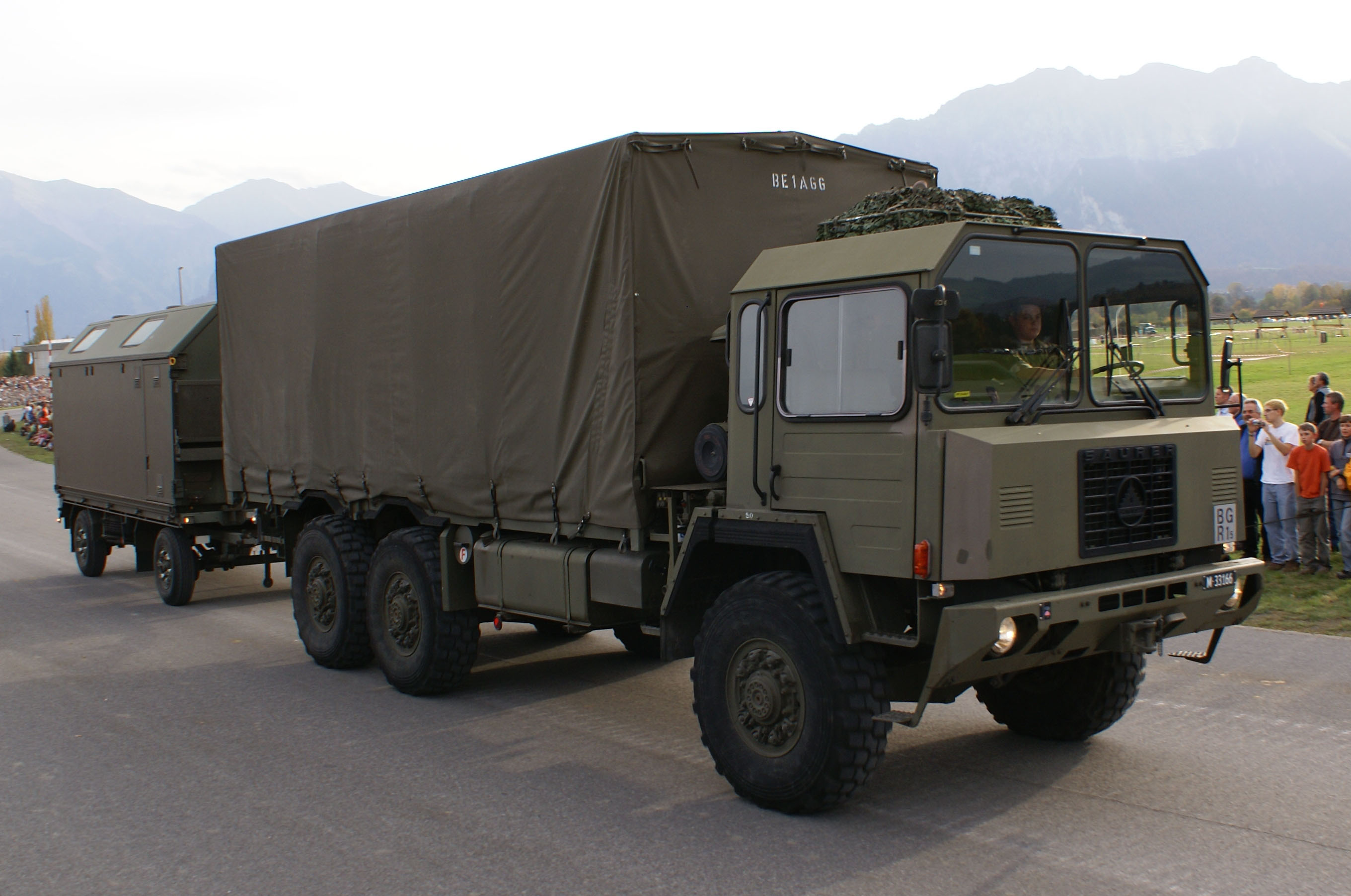
Saurer 10DM Hohe Plane
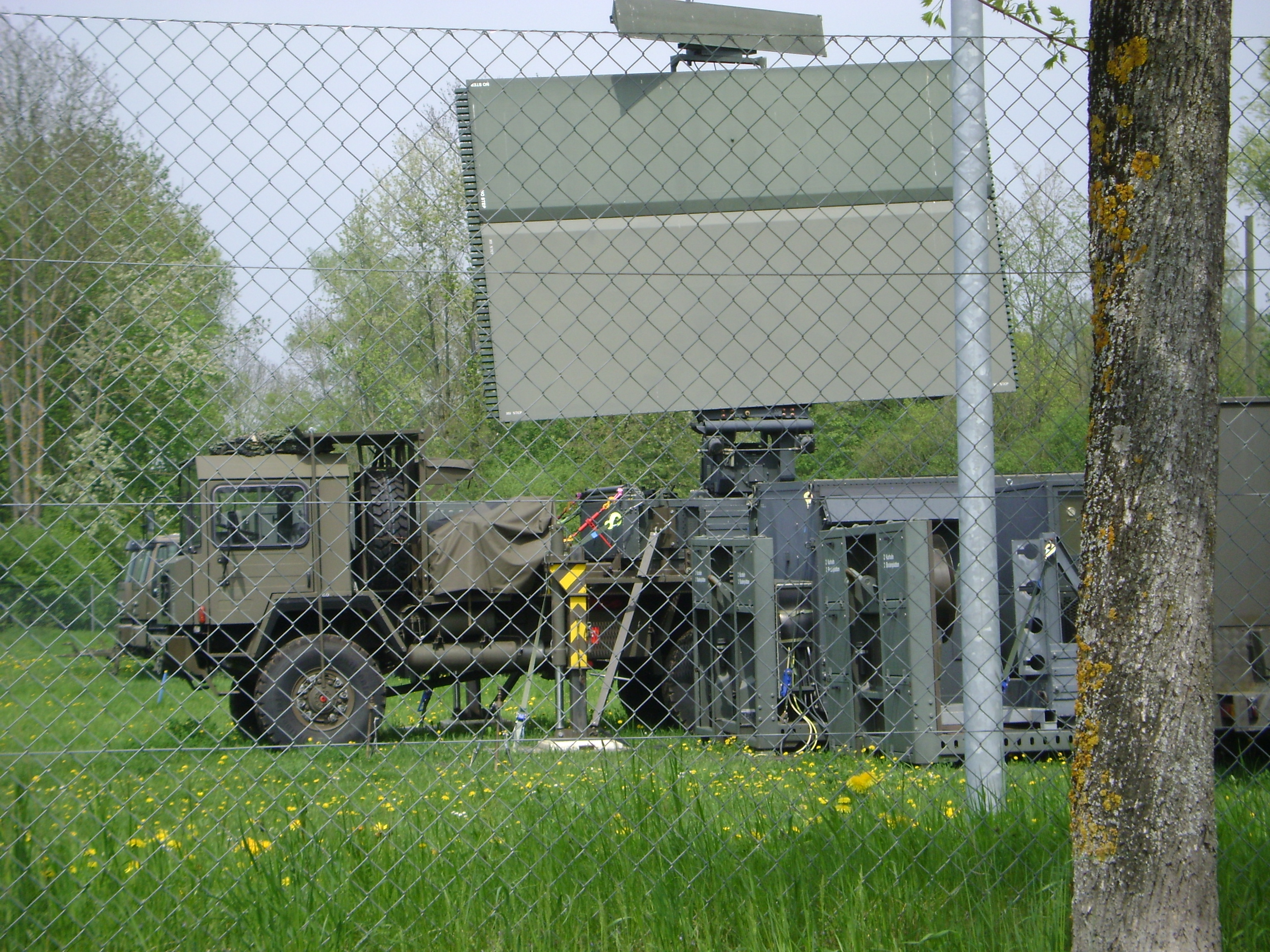
Saurer 10DM TAFLIR